# Monhystrella godeti
Monhystrella godeti is een rondwormensoort uit de familie van de Monhysteridae. De wetenschappelijke naam van de soort is voor het eerst geldig gepubliceerd in 1920 door Steiner.